# Paul-Emile-Raymond Bergès
Paul-Emile-Raymond Bergès, francoski general, * 1886, † 1947.